# Slučajna suputnica (2004.)
Slučajna suputnica, hrvatski dugometražni film iz 2004. godine.